# Fordonsstridsspel

Combat från 1977 där två spelare kan slåss mot varann som stridsvagnar i fågelperspektiv.

Fordonsstridsspel eller bilskjutspel är en genre av skjutspel där spelaren kontrollerar fordon bestyckade med olika vapen och slåss mot andra dito bestyckade fordon, ofta pansarfordon (även sjögående farkoster kan inräknas). Spelperspektivet är ofta tredjepersonskjutare med roterarbart tredjepersonperspektiv eller fågelperspektiv men ibland även förstapersonsskjutare. Genren har normalt en mängd olika fordon tillgängliga för spel, alla med sina egna styrkor, svagheter och speciella förmågor. Det är vanligt att flertalet fordon är låsta eller dolda från början och kräver att spelaren utför vissa uppgifter i spelet för att bli upplåsta.
Spelen är främst av tävlingsinriktad flerspelartyp som spelas över internet i modern tid medan fordonen och spelprincipen varierar mellan spel. De flesta fordonsstridsspel i modern tid är simulationsdatorspel eller simplifierade dito som försöker ge spelaren en realistisk tolkning av hur man använder olika typer av fordon och hur de reagerar med varandra, där primärexemplen är World of Tanks, World of Warships och War Thunder. En annan variant är konstruktionsspel där användaren bygger sitt eget fordon från en mängd olika delar, där primärexemplen är Robocraft(en) och Crossout(en). Det första fordonsstridspelet var Combat (datorspel)(en) till Atari 2600 från 1977 där två spelare kunde slåss mot varann med stridsvagnar i fågelperspektiv.

## Exempel på fordonsstridsspel/bilskjutspel
- 1977 – Combat (datorspel)(en) till Atari 2600
- 1996 – Tokyo Wars(en) arkadspel
- 1999 – Panzer Front(en) till Playstation 1
- 2000 – Steel Beasts(en) till PC
- 2002 – Cel Damage(en) till Playstation 2
- 2006 – Steel Beasts Pro PE(en) till PC
- 2009 – Tank! Tank! Tank!(en) arkadspel, senare till Wii U
- 2013 – War Thunder till PC, senare till TV-konsoler
- 2013 – Robotcraft 1(en) till PC
- 2017 – Crossout(en) till PC

## Exempel på fordonsstridsspel/bilskjutspel-serier
- Twisted Metal-serien(en) – 1995–nutid
  - 1995 – Twisted Metal 1(en) till Playstation 1
  - 1996 – Twisted Metal 2(en) till Playstation 1
  - 1998 – Twisted Metal 3(en) till Playstation 1
  - 1999 – Twisted Metal 4(en) till Playstation 1
  - 2001 – Twisted Metal: Black(en) till Playstation 2
  - 2005 – Twisted Metal: Head-On(en) till Playstation Portable
  - 2008 – Twisted Metal: Head-On: Extra Twisted Edition(en) till Playstation 2
  - 2012 – Twisted Metal (datorspel 2012)(en) till Playstation 3

- World of Tanks-serien – 2010–idag
  - 2010 – World of Tanks till PC
  - 2013 – World of Tanks Console, konsolspel till Xbox 360, senare Xbox One och Playstation 4
  - 2014 – World of Tanks Blitz, mobilspel till Android, iOS och Windows 10
  - 2021 – World of Tanks Modern Armor, konsolspel till Xbox One, Xbox Series X och Series S, Playstation 4 och Playstation 5